# Phloeopsis minuta
Phloeopsis minuta là một loài bọ cánh cứng trong họ Cerambycidae.